# A Day at the Races
A Day at the Races è il quinto album in studio del gruppo musicale britannico Queen, pubblicato il 10 dicembre 1976 dalla EMI.
Registrato presso gli studi Sarm East, The Manor e Wessex Studios in Inghilterra, l'album è una sorta di proseguimento del precedente album A Night at the Opera, con il quale condivide l'eclettismo musicale e la grafica di copertina. Inoltre fu il primo disco del gruppo senza il contributo del produttore Roy Thomas Baker: venne infatti prodotto dai membri dei Queen insieme a Mike Stone.
L'album raggiunse la vetta della classifica nel Regno Unito, Giappone e Paesi Bassi. Negli Stati Uniti d'America arrivò fino alla quinta posizione della Billboard 200 e divenne il quinto album dei Queen ad essere certificato disco d'oro dalla RIAA.

## Storia
Venne registrato allo studio Sarm West and Wessex, Regno Unito.
Il titolo si rifà a quello dell'album immediatamente precedente, A Night at the Opera. Entrambi i titoli sono ispirati ai due omonimi celebri film dei fratelli Marx, noti in Italia con i titoli tradotti di Una notte all'opera (1935) e Un giorno alle corse (1937). Infatti nelle intenzioni della band, i due album dovevano inizialmente essere pubblicati insieme come album doppio (progetto a cui teneva tantissimo soprattutto May); la casa discografica, tuttavia, ritenne più prudente pubblicare i due lavori indipendentemente per contenere i costi e ridurre il rischio economico vista anche l'atipicità dei contenuti musicali, che non davano certezze sul successo di vendite.
L'album è stato ripubblicato prima nel 1991 negli USA dall'Hollywood Records con l'aggiunta di due bonus track, in seguito nel 1994 dalla Parlophone (senza alcuna traccia bonus) ed infine nel 2011 rimasterizzato in formato digitale dalla Island/Universal e distribuito in edizione standard e deluxe, quest'ultima caratterizzata dalla presenza di un EP bonus.

## Accoglienza
| Recensione                    | Giudizio |
| ----------------------------- | -------- |
| AllMusic                      |          |
| Chicago Tribune               |          |
| Encyclopedia of Popular Music |          |
| Pitchfork                     |          |
| PopMatters                    |          |
| Q                             |          |
| Rolling Stone                 |          |
| Piero Scaruffi                |          |
| Uncut                         |          |

L'album ebbe recensioni positive da parte della critica, con il Washington Post che descrisse A Day at the Races «una miscela giudiziosa di rock heavy metal e canzoni classicamente influenzate, quasi operistiche». Anche la recensione dello Winnipeg Free Press fu elogiativa, scrivendo, «Races è la riconferma della posizione dei Queen come band migliore della terza ondata di gruppi rock inglesi». Circus assegnò al disco un giudizio misto, scrivendo, «con A Day at the Races, [i Queen] hanno abbandonato completamente l'art-rock. Ora sono sciocchi. E meravigliosamente spudorati».
In una recensione retrospettiva, Stephen Thomas Erlewine del sito internet AllMusic citò Tie Your Mother Down e Somebody to Love, insieme alla ballata You Take My Breath Away, quali migliori tracce del disco, e disse come l'album segnò l'inizio di «una nuova fase nella carriera dei Queen, dove sono titani che conquistano il mondo, invece di perdenti sul traguardo». La rivista di settore Q scrisse che «l'ampio respiro dell'ambizione dell'opera rimane sempre impressionante, così come brani come Tie Your Mother Down di May e le barocche Somebody to Love e Good Old-Fashioned Lover Boy di Mercury». Ben Sisario, scrisse nella The Rolling Stone Album Guide (2004), di trovare l'album «un po' troppo prevedibile» e lo definì «un sequel sbrigativo di A Night at the Opera». In maniera simile, Aj Ramirez, scrivendo su PopMatters, descrisse l'album «un paragone peggiorativo» rispetto al suo predecessore e «un disco buono ma non stupendo», pur ammettendo che la band era «ormai saldamente al comando della meccanica della composizione di canzoni pop».
Nel 2006, un sondaggio nazionale della BBC vide A Day at the Races posizionarsi al 67º posto nella classifica dei migliori album di tutti i tempi. Lo stesso anno, in un sondaggio mondiale indetto dal Guinness dei primati e da NME per votare i "Greatest 100 Albums of All Time", A Day at the Races si classificò alla posizione numero 87. Il disco è inoltre incluso nelle classifiche di Classic Rock e Metal Hammer "The 200 Greatest Albums of the 70s", essendo indicato come uno dei migliori 20 album del 1976. Nell'edizione 1987 di The World Critics List, il DJ della BBC Peter Powell indicò A Day at the Races quale sesto miglior album discografico di sempre, e Jim DeRogatis del Chicago Sun-Times incluse il disco nella sua lista "The Great albums" nel 2006.

## Tracce
1. Tie Your Mother Down – 4:48 (Brian May)
2. You Take My Breath Away – 5:09 (Freddie Mercury)
3. Long Away – 3:34 (Brian May)
4. The Millionaire Waltz – 4:54 (Freddie Mercury)
5. You and I – 3:25 (John Deacon)
6. Somebody to Love – 4:56 (Freddie Mercury)
7. White Man – 4:59 (Brian May)
8. Good Old-Fashioned Lover Boy – 2:54 (Freddie Mercury)
9. Drowse – 3:45 (Roger Taylor)
10. Teo Torriatte (Let Us Cling Together) – 5:50 (Brian May)

Tracce bonus nella riedizione del 1991
1. Tie Your Mother Down (1991 Bonus Remix by Matt Wallace) – 3:44 (Brian May)
2. Somebody to Love (1991 Remix by Randy Badazz) – 5:00 (Freddie Mercury)

CD bonus nella riedizione del 2011
1. Tie Your Mother Down (Backing Track Mix 2011) – 3:48 (Brian May)
2. Somebody to Love (Live at Milton Keynes Bowl, June 1982) – 7:55 (Freddie Mercury)
3. You Take My Breath Away (Live in Hyde Park, September 1976) – 3:06 (Freddie Mercury)
4. Good Old-Fashioned Lover Boy (Top of the Pops, July 1977 - Mono) – 2:51 (Freddie Mercury)
5. Teo Torriatte (Let Us Cling Together) (HD Mix) – 4:47 (Brian May)

## Formazione
Queen
- Freddie Mercury – voce, pianoforte, coro gospel (traccia 6), armonie vocale (traccia 2), cori (tracce 1, 3-5, 7 e 10)
- Brian May – chitarra, voce, voce principale (traccia 3), coro gospel (traccia 6), slide guitar (traccia 9), armonium e pianoforte (traccia 10)
- Roger Taylor – batteria, voce, percussioni, coro gospel (traccia 6), voce e chitarra elettrica ritmica (traccia 9)
- John Deacon – basso Fender, chitarra acustica (traccia 5)

Altri musicisti
- Mike Stone – voce aggiuntiva (traccia 8)
- Coro non accreditato – coro (traccia 10)

## Classifiche

### Classifiche settimanali
| Classifica (1976/77) | Posizione massima |
| -------------------- | ----------------- |
| Australia            | 8                 |
| Austria              | 8                 |
| Canada               | 4                 |
| Finlandia            | 4                 |
| Germania             | 10                |
| Giappone             | 1                 |
| Norvegia             | 3                 |
| Nuova Zelanda        | 11                |
| Paesi Bassi          | 1                 |
| Regno Unito          | 1                 |
| Stati Uniti          | 5                 |
| Svezia               | 8                 |
| Svizzera             | 4                 |

### Classifiche di fine anno
| Classifica (1977) | Posizione |
| ----------------- | --------- |
| Australia         | 45        |
| Austria           | 22        |
| Canada            | 38        |
| Giappone          | 24        |
| Paesi Bassi       | 12        |
| Regno Unito       | 45        |